# Aanvaarding (boek)
Aanvaarding, ook bekend onder de oorspronkelijk Engelse titel Acceptance, is een sciencefiction- en horrorroman uit 2014 van de Amerikaanse schrijver Jeff VanderMeer. Het is het laatste boek uit diens Southern Reach-trilogie.

## Inhoud
In Aanvaarding focust de schrijver zich op de achtergrond en motivaties van vier individuen die zich in Gebied X bevinden: Spookvogel, Control, de vuurtorenwachter en de psychologe van de twaalfde expeditie. De verhaallijn die zich in het heden afspeelt, volgt Spookvogel, een "kopie" van de biologe van de twaalfde expeditie, en Control, de waarnemend directeur van de Southern Reach-organisatie die haar gevolgd is. Een parallelle verhaallijn die zich in het verleden afspeelt, volgt Saul Evans, de homoseksuele vuurtorenwachter en gewezen priester die samen met zijn partner Charlie samenwoonde aan de Vergeten Kust, waar Gebied X zich nu bevindt. Hij kwam enkele keren in contact met het meisje dat later de directrice van de Southern Reach-organisatie en psychologe van de twaalfde expeditie zou worden. Desondanks worden slechts enkele mysteries van Gebied X volledig verklaard.